# Доньїуе

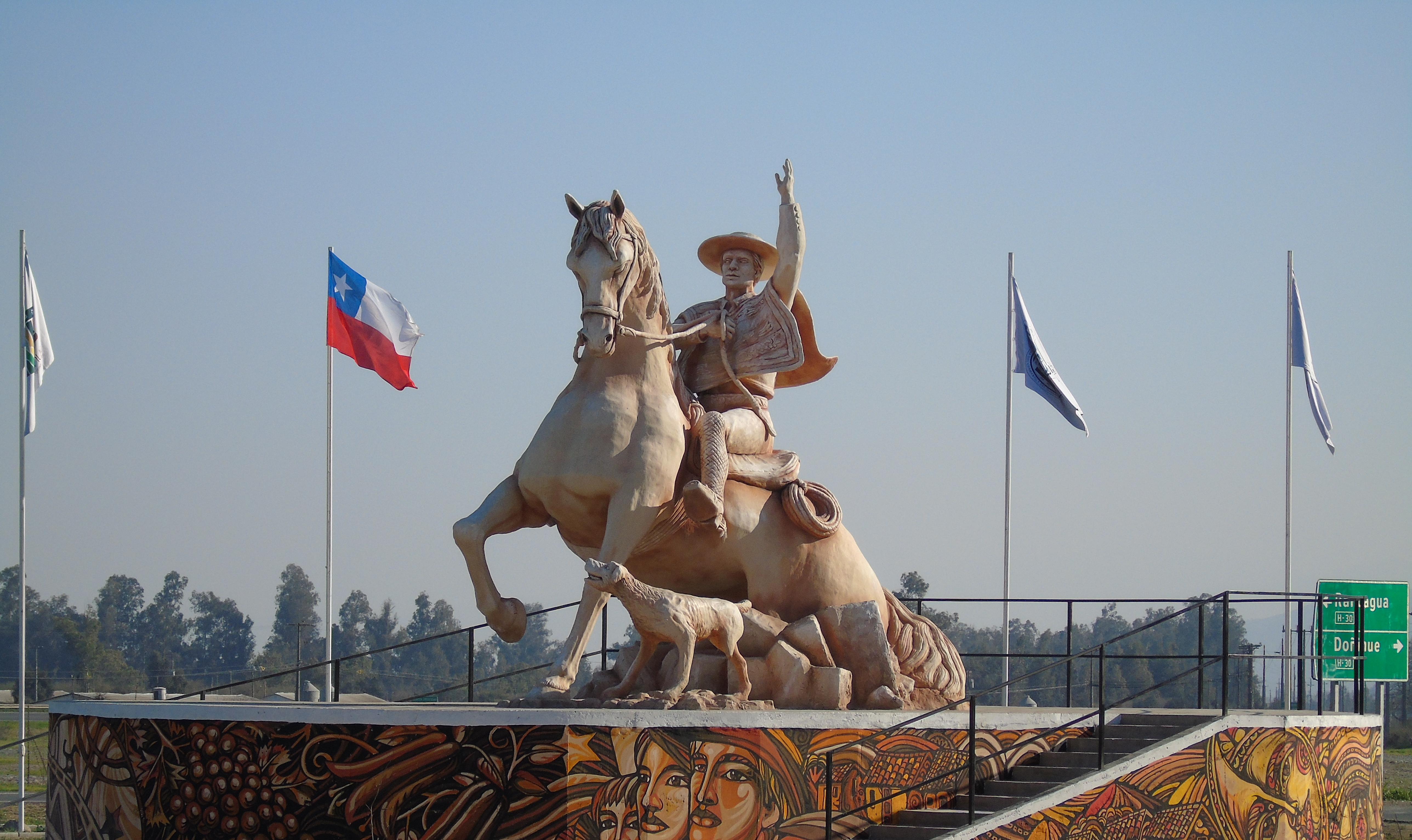
Монумент Ло Міранда, розташований в комуні Доньїуе.

Доньїуе (ісп. Doñihue) — місто в Чилі. Адміністративний центр однойменної комуни. Населення — 7402 осіб (2002). Місто і комуна входить до складу провінції Качапоаль і регіону Лібертадор-Хенераль-Бернардо-О'Хіггінс.
Территория — 78 км². Чисельність населення — 20 887 мешканців (2017). Щільність населення — 267,8 чол./км².

## Розташування
Місто розташоване за 23 км на захід від адміністративного центру області міста Ранкагуа.
Комуна межує:
- на північному сході — з комуною Ранкагуа
- на південному сході — з комуною Олівар
- на півдні — з комуною Коїнко
- на заході — з комуною Кольтауко
- на північному заході — з комуною Алуе